# Mama, hi ha un home blanc al teu llit
Mama, hi ha un home blanc al teu llit (títol original: Romuald et Juliette) és una pel·lícula francesa dirigida per Coline Serreau, estrenada l'any 1989. Ha estat doblada al català.

## Argument
Romuald Blindet és el President Director General (PDG) de l'empresa de productes lactis Blanlait. Juliette Bonaventure, antillana, és la dona de fer feines de l'immoble on es troba la societat. Puja sola els seus cinc fills en una ciutat HLM. Descobreix per casualitat que el staff de Romuald està implicat en un dubtós negoci borsari i en l'emmetzinament dels iogurts. N'informa Romuald que no es pren en principi seriosament les acusacions d'una simple dona de fer feines, i més quan també acusa l'esposa de Romuald d'enganyar-lo amb el seu soci (sense reprotxar-li de tenir ell una relació amb la seva secretària). Descobrint la veritat, Romuald, acorralat per la Brigada financera, es refugia en Juliette i sol·licita la seva ajuda per provar la seva innocència. Juliette accepta i mira sense dir res Romuald satisfet a casa d'ella sense moure un dit per ajudar-la en el dia a dia. Net de tota acusació, marxa, deixant alguns bitllets sobre la taula. Juliette vol trucar-li perquè ajudi a sortir de la presó el seu fill implicat en tràfic de droga. Però Romuald ha marxat als Estats Units per diverses setmanes i la seva nova secretària, racista, no li transmet el missatge. Quan Romuald torna, és temps dels descobriments: la identitat de l'amant de la seva dona, la tonteria mesquina de la seva secretària, el seu amor per Juliette. Ell li demana matrimoni però ella el rebutja dient-li quatre veritats. Romuald juga finament posant-se els fills de Juliette a la butxaca. Juliette acaba per cedir i tot s'acaba a l'ajuntament davant una assemblea burgesa estupefacta d'aquesta unió entra dos éssers que tot, a priori, separava.

## Repartiment
- Daniel Auteuil: Romuald Blindet
- Firmine Richard: Juliette Bonaventure
- Pierre Vernier: Blache
- Maxime Leroux: Cloquet
- Gilles Privat: Paulin
- Catherine Salviat: Françoise Blindet
- François Berland: L'home de la brigada financera
- Muriel Combeau: Nicole
- Alexandre Baixa: Benjamin
- Aissatou Bah: Felicité
- Mamadou Bah: Desiré
- Marina Em Boa Ngong: Clara
- Sambou Tati: Aimé
- Nicolas Serreau: Funcionari HLM
- Jean-Christophe Itier: Patrice
- Isabelle Quadrat: Valérie
- Pascal No Zonzi: Douta
- Tadie Tuene: Otou
- Emil Abossolo-Mbo: Marit n° 2
- Akonio Dolo: Marit n° 3
- Fellow: Marit n° 4
- Michel Prud'home: L'Alcalde
- José Garcia: Tècnic ascensor
- Lionel Abelanski: Un malalt
- Charles Schneider: Un malalt
- Carole Franck: La recepcionista del club de tennis
- Gilles Cohen: El xofer de Romuald Blindet
- Alain Fromager: Marton
- Jacques Poitrenaud: Funcionari n° 1
- Jean-Marc Stehlé: Funcionari n° 2
- Christian de Tillière: Funcionari n° 3
- Fabienne Chaudat: Mme Salgado
- Caroline Jacquin: La nova secretària
- Catherine Delery: La caixera

## Nominació
- Millor film en llengua estrangera al British Academy Film Awards l'any 1991

## Al voltant de la pel·lícula
- Aquesta història s'assembla en molts aspectes a la de Pretty Woman (1990), però sense el costat hollywoodienc dels personatges (on Richard Gere és milionsari i Julia Roberts és una prostituta), cosa que permet centrar la història sobre el seu fons (la percepció per cadascun de les diferències socials així com el color de la pell). Film estrenat el mateix any que Vanille fraise, de Gérard Oury, que també té com a base una parella "black-blanc".
- La música recurrent del film és Tin Pan Alley interpretada per Stevie Ray Vaughan.
- L'actor José Garcia fa els seus primers pasos al cinema en una curta escena on encarna un reparador d'ascensors.